# Urophyllum tonkinense
Urophyllum tonkinense är en måreväxtart som beskrevs av Charles-Joseph Marie Pitard. Urophyllum tonkinense ingår i släktet Urophyllum och familjen måreväxter.
Artens utbredningsområde är Vietnam. Inga underarter finns listade i Catalogue of Life.